# Deelnemers UEFA-toernooien Wit-Rusland
Onderstaande tabellen bevatten de deelnemers aan de UEFA-toernooien uit  Wit-Rusland.

## Mannen
Voor deelname van Dinamo Minsk voor 1993 zie deelnemers UEFA-toernooien Sovjet-Unie.
NB Klikken op de clubnaam geeft een link naar het Wikipedia-artikel over het betreffende toernooi in het betreffende seizoen.
| Seizoen | Champions League    | Europacup II                                                         | UEFA Cup                                         | Intertoto Cup    |
| ------- | ------------------- | -------------------------------------------------------------------- | ------------------------------------------------ | ---------------- |
| 1993/94 | Dinamo Minsk        | Neman Grodno                                                         |                                                  |                  |
| 1994/95 |                     | Fandok Babroejsk                                                     | Dinamo Minsk                                     |                  |
| 1995/96 |                     | Dinamo/93 Minsk                                                      | Dinamo Minsk                                     | Dniapro Mahiljow |
| 1996/97 |                     | MPKC Mozyr                                                           | Dinamo Minsk Dinamo/93 Minsk                     | Ataka-Aura Minsk |
| 1997/98 | MPKC Mozyr ->       | Belshina Babrujsk                                                    | MPKC Mozyr Dinamo Minsk                          | Dinamo/93 Minsk  |
| 1998/99 | Dinamo Minsk        | Lokomotiv/96 Vitebsk                                                 | Belshina Babrujsk                                | Dniapro Mahiljow |
| Seizoen | Champions League    | UEFA Cup                                                             | Intertoto Cup                                    |                  |
| 1999/00 | Dniapro Mahiljow    | BATE Borisov Belshina Babrujsk                                       | FK Homel Lokomotiv/96 Vitebsk                    |                  |
| 2000/01 | BATE Borisov        | FK Homel Slavia Mozyr                                                | Dniapro Mahiljow                                 |                  |
| 2001/02 | Slavia Mozyr        | BATE Borisov Belshina Babrujsk Sjachtjor Salihorsk                   | Dinamo Minsk                                     |                  |
| 2002/03 | Belshina Babrujsk   | Dinamo Minsk FK Homel                                                | BATE Borisov                                     |                  |
| 2003/04 | BATE Borisov        | Dinamo Minsk Neman Grodno                                            | Sjachtjor Salihorsk                              |                  |
| 2004/05 | FK Homel            | BATE Borisov Sjachtjor Salihorsk                                     | Dinamo Minsk                                     |                  |
| 2005/06 | Dinamo Minsk        | BATE Borisov MTZ-RIPO Minsk                                          | Neman Grodno                                     |                  |
| 2006/07 | Sjachtjor Salihorsk | BATE Borisov Dinamo Minsk                                            | MTZ-RIPO Minsk                                   |                  |
| 2007/08 | BATE Borisov ->     | BATE Borisov Dinamo Brest Dinamo Minsk                               | Sjachtjor Salihorsk                              |                  |
| 2008/09 | BATE Borisov        | FK Homel MTZ-RIPO Minsk                                              | Sjachtjor Salihorsk                              |                  |
| Seizoen | Champions League    | Europa League                                                        |                                                  |                  |
| 2009/10 | BATE Borisov ->     | BATE Borisov Dinamo Minsk MTZ-RIPO Minsk Naftan Navapolatsk          |                                                  |                  |
| 2010/11 | BATE Borisov ->     | BATE Borisov Dinamo Minsk Dniapro Mahiljow Tarpeda Zjodzina          |                                                  |                  |
| 2011/12 | BATE Borisov        | FK Homel FK Minsk Sjachtjor Salihorsk                                |                                                  |                  |
| 2012/13 | BATE Borisov ->     | BATE Borisov FK Homel Naftan Navapolatsk Sjachtjor Salihorsk         |                                                  |                  |
| 2013/14 | BATE Borisov        | Dinamo Minsk FK Minsk Sjachtjor Salihorsk                            |                                                  |                  |
| 2014/15 | BATE Borisov        | Dinamo Minsk Neman Grodno Sjachtjor Salihorsk                        |                                                  |                  |
| 2015/16 | BATE Borisov        | Dinamo Minsk Sjachtjor Salihorsk Tarpeda-BelAZ Zjodzina              |                                                  |                  |
| 2016/17 | BATE Borisov ->     | BATE Borisov Dinamo Minsk Sjachtjor Salihorsk Tarpeda-BelAZ Zjodzina |                                                  |                  |
| 2017/18 | BATE Borisov ->     | BATE Borisov Dinamo Brest Dinamo Minsk Sjachtjor Salihorsk           |                                                  |                  |
| 2018/19 | BATE Borisov ->     | BATE Borisov Dinamo Brest Dinamo Minsk Sjachtjor Salihorsk           |                                                  |                  |
| 2019/20 | BATE Borisov ->     | BATE Borisov Dinamo Minsk FK Vitebsk Sjachtjor Salihorsk             |                                                  |                  |
| 2020/21 | Dinamo Brest ->     | Dinamo Brest BATE Borisov Dinamo Minsk Sjachtjor Salihorsk           |                                                  |                  |
| Seizoen | Champions League    | Europa League                                                        | Europa Conference League                         |                  |
| 2021/22 | Sjachtjor Salihorsk | 0                                                                    | Dinamo Brest BATE Borisov Tarpeda-BelAZ Zjodzina |                  |

### Deelnames
Aantal seizoenen
| 23x FK BATE Borisov 23x Dinamo Minsk (exclusief deelnames Sovjet-Unie, 5x) 17x Sjachtsjor Salihorsk 07x FK Homel 05x Belsjyna Babroejsk 05x Dinamo Brest 05x FK Dnjepr Mahiljow 04x MTZ-RIPO Minsk 04x Neman Grodno 04x FK Slavija Mazyr (inclusief MPKC Mazyr, 2x) 04x Tarpeda-BelAZ Zjodzina (inclusief Tarpeda Zjodzina, 1x) | 03x Dinamo/93 Minsk 03x FK Vitebsk (inclusief Lokomotiv/96, 2x) 02x FK Minsk 02x FC Naftan Navapolatsk 01x Ataka-Aura Minsk 01x Fandok Bobroejsk |

## Vrouwen
NB Klikken op de clubnaam geeft een link naar het Wikipedia-artikel over het betreffende toernooi in het betreffende seizoen.
| Seizoen | Women's Cup               |
| ------- | ------------------------- |
| 2001/02 | FC Bobruichanka           |
| 2002/03 | FC Bobruichanka           |
| 2003/04 | FC Bobruichanka           |
| 2004/05 | FC Bobruichanka           |
| 2005/06 | Universitet Vitebsk       |
| 2006/07 | Universitet Vitebsk       |
| 2007/08 | Universitet Vitebsk       |
| 2008/09 | Universitet Vitebsk       |
| Seizoen | Champions League          |
| 2009/10 | Universitet Vitebsk       |
| 2010/11 | FK Zorka-BDU Minsk        |
| 2011/12 | FC Bobruichanka           |
| 2012/13 | FC Bobruichanka           |
| 2013/14 | FC Bobruichanka           |
| 2014/15 | FK Minsk                  |
| 2015/16 | FK Minsk                  |
| 2016/17 | FK Minsk                  |
| 2017/18 | FK Minsk                  |
| 2018/19 | FK Minsk                  |
| 2019/20 | FK Minsk                  |
| 2020/21 | FK Minsk                  |
| 2021/22 | Dinamo-BGU Minsk FK Minsk |

### Deelnames
08× FK Minsk
07× FC Bobruichanka
05× Universitet Vitebsk
01× Dinamo-BGU Minsk
01× FK Zorka-BDU Minsk
Albanië ·
Andorra ·
Armenië ·
Azerbeidzjan ·
België ·
Bosnië en Herzegovina ·
Bulgarije ·
Cyprus ·
Denemarken ·
Duitsland ·
Engeland ·
Estland ·
Faeröer ·
Finland ·
Frankrijk ·
Georgië ·
Gibraltar ·
Griekenland ·
Hongarije ·
Ierland ·
IJsland ·
Israël ·
Italië ·
Kazachstan ·
Kroatië ·
Kosovo ·
Letland ·
Liechtenstein ·
Litouwen ·
Luxemburg ·
Malta ·
Moldavië ·
Montenegro ·
Nederland ·
Noord-Ierland ·
Noord-Macedonië ·
Noorwegen ·
Oekraïne ·
Oostenrijk ·
Polen ·
Portugal ·
Roemenië ·
Rusland ·
San Marino ·
Schotland ·
Servië ·
Slovenië ·
Slowakije ·
Spanje ·
Tsjechië ·
Turkije ·
Wales ·
Wit-Rusland ·
Zweden ·
Zwitserland

Historie:
DDR ·
Joegoslavië ·
Saarland ·
Sovjet-Unie ·
Tsjecho-Slowakije